# Jingshi (sockenhuvudort i Kina, Jiangxi Sheng, lat 25,67, long 115,50)
Jingshi är en sockenhuvudort i Kina. Den ligger i provinsen Jiangxi, i den sydöstra delen av landet, omkring 340 kilometer söder om provinshuvudstaden Nanchang. Antalet invånare är 22 084. Befolkningen består av 11 271 kvinnor och 10 813 män. Barn under 15 år utgör 36 %, vuxna 15-64 år 55 %, och äldre över 65 år 8,0 %.
Runt Jingshi är det ganska tätbefolkat, med 155 invånare per kvadratkilometer. Närmaste större samhälle är Hefeng, 14,7 km norr om Jingshi. I omgivningarna runt Jingshi växer i huvudsak blandskog.
Genomsnittlig årsnederbörd är 1 965 millimeter. Den regnigaste månaden är maj, med i genomsnitt 358 mm nederbörd, och den torraste är oktober, med 19 mm nederbörd.